# السيد أحمد خان

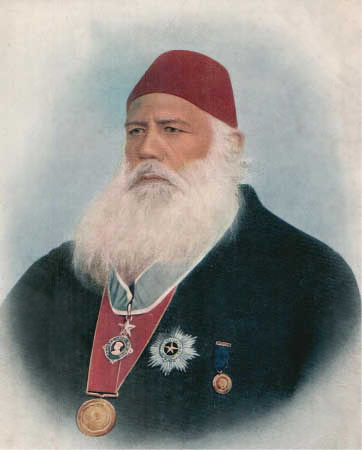
السيد أحمد خان

السيد أحمد خان (1232- 1306 هـ / 1817- 1898 م) من رجال الإصلاح الإسلامي في القرن التاسع عشر الميلادي في الهند، اشتَهر بآراء واجتهادات تفرَّد بها ووجِّهَت إليها انتقادات شديدة. وهو مؤسِّس جامعة عليكرة بالهند. نشأ في أسرة كان لها اتصالٌ وثيق بالملوك المغول الذين حكموا شبه القارَّة الهندية قبل الاحتلال البريطاني.

## سيرته
وُلد السيد أحمد خان في دِلْهي بالهند، يوم الجمعة 7 ذي الحِجَّة 1232هـ الموافق 17 أكتوبر 1817م.
ألَّف العديد من الكتب، ردَّ فيها على بعض المُغرضين من المستشرقين، ودعا فيها إلى تجديد الفكر الإسلامي. وله آراءٌ تفرَّد بها، وأثارت بعضُ أفكاره واجتهاداته الجريئة الجدلَ إلى اليوم بين مؤيّد ومعارض، وبلغت المعارضة لأفكاره حدَّ التكفير. وعلى العموم اتسمَت نظرته للدين بالسماحة واليُسر وعُمق النظر. تأثَّر به مفكِّرون مسلمون كبار، من أمثال المصلح الإسلامي أمير علي (1849- 1928م) والفيلسوف الشاعر محمد إقبال (1877- 1938م) والمجدد فضل الرحمن (1919- 1988م).

## نهجه وآراؤه
عندما لاحظ السيد أحمد خان تدنيَ وضع المسلمين المادي والمعنوي، ونظر إلى انعدام كفاءتهم المعرفية، وغياب أهليتهم الحضارية؛ للحصول على حقوقهم من المحتل البريطاني، أكَّد أن الخطيئة مرتكَبة من الضحية لا من الجاني، وأنه لا يمكن ردُّ حقٍّ أولُ من يُهدره هم أهله. فألزم نفسه بالابتعاد عن التحريض السياسي، وتهييج الناس، والرمي بهم عُرضةً للبطش الإنجليزي الوحشي. ابتعد عن كل ذلك ليُعنى بالتربية والتعليم، وتهذيب النفوس بالأخلاق العالية، وتنوير العقول بالعلوم والمعارف. هذه هي «اللعنة السياسية» التي تحدَّث عنها الإمام محمد عبده، وهذا هو المبدأ الإصلاحي الذي أنضجَه فيما بعد المفكر المصلح الجزائري مالك بن نبي (1905- 1973م)، وهو ما بات يُعرف بقابلية الاستعمار.
وللسيِّد أحمد خان آراءٌ كثيرة في تفسير القرآن انفرد بها ولم يوافق عليها، من أشهرها:
- قوله أن التنزيل وحيٌ إلهي، ولكن ليس باللفظ بل بالمعنى، نزَّله الله على قلب نبيِّه محمد.
- منع تعدُّد الزوجات، وقال لابد من الاكتفاء بزوجة واحدة فحسب.
- لا يؤمن بوجود الجن ولا الملائكة وأوَّلَ كلَّ الآيات القرآنية المتعلقة بهم.

## تآليفه
- خطابات أحمدية.
- تفسير للقرآن الكريم، طُلب إلى عبد الحميد الفَراهي يوم كان طالبًا في كلية عليكرة أن يترجمه إلى اللغة العربية، ولكنه رفض، قائلًا: "لن أشارك في هذا الإثم".[4]

## وفاته
توفي السيد أحمد خان في 25 رجب 1306هـ الموافق 27 مارس (آذار) سنة 1898م، ودُفن في ساحة مسجد جامعة عليكرة التي أسسها.

## وصلات خارجية
- السيد أحمد خان على موقع أرشيف الشارخ.
- السيد أحمد خان على موقع الموسوعة البريطانية (الإنجليزية)